# Lincrusta

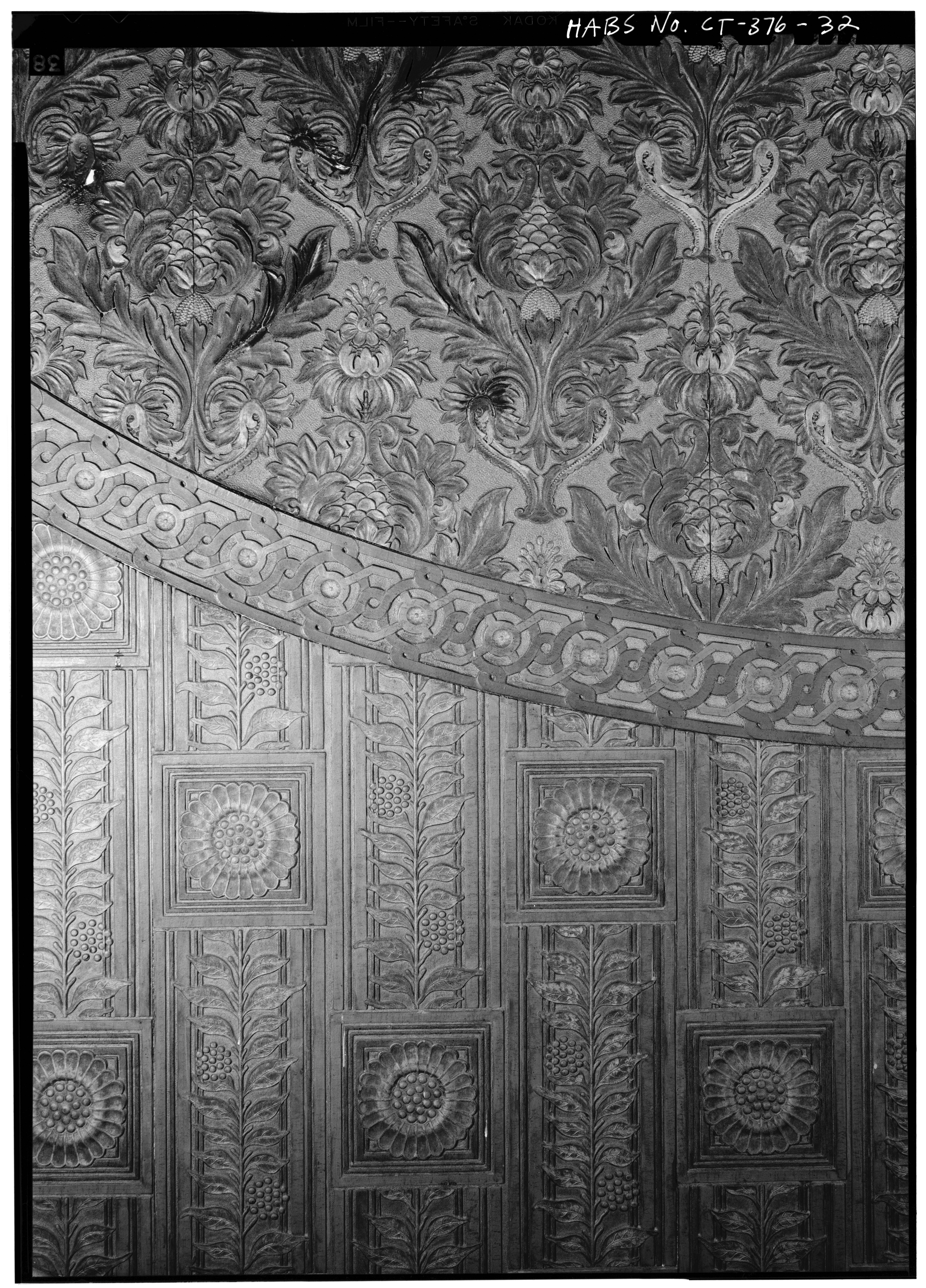
Pared cubierta de Lincrusta, Roseland Cottage

Lincrusta es un revestimiento de paredes profundamente en relieve, inventado por Frederick Walton. En 1860, Walton patentó el revestimiento de piso de linóleo.  Lincrusta se lanzó en 1877 y se utilizó en una gran cantidad de aplicaciones, desde hogares reales hasta vagones de ferrocarril. Todavía se pueden encontrar muchos ejemplos de más de cien años en todo el mundo.
Comúnmente encontrado en propiedades victorianas y proyectos de restauración,  Lincrusta también se usa con frecuencia en proyectos comerciales como vestíbulos de hoteles, bares, restaurantes y casinos. Las instalaciones notables incluyeron seis camarotes en el Titanic, la Casa Blanca, la Mansión Winchester y el Roseland Cottage en Woodstock, Connecticut, donde ha sido completamente restaurada y está a la vista del público.

## Historia

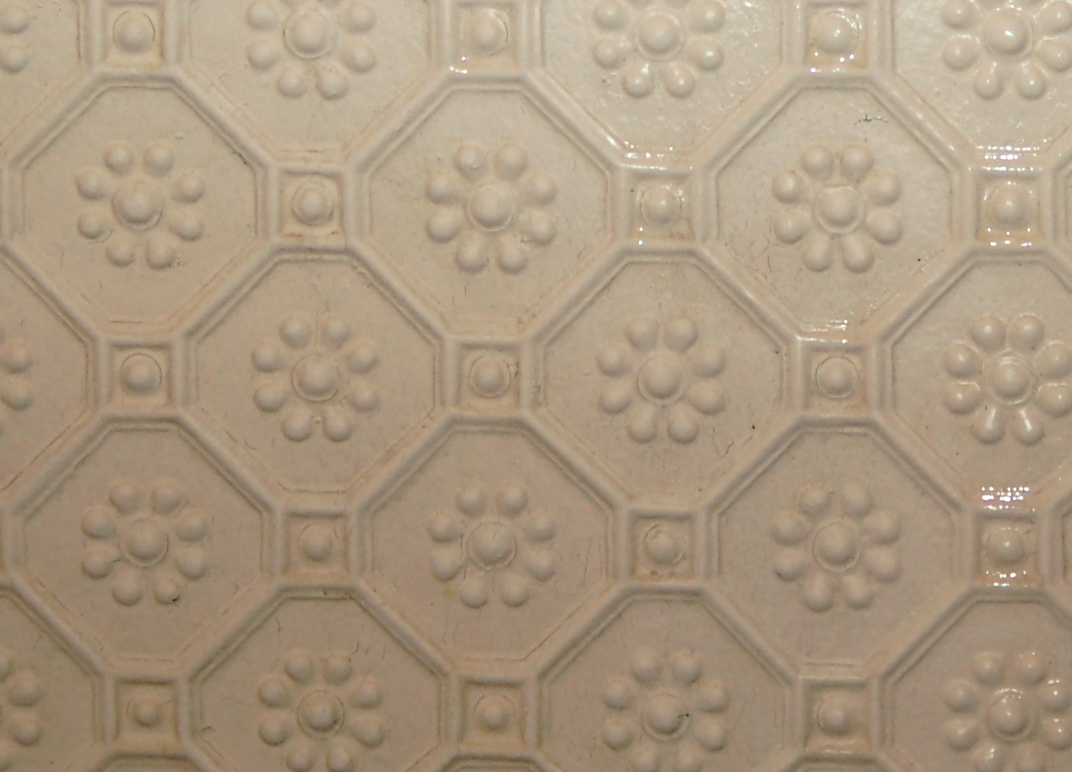
Detalle del patrón bizantino del revestimiento de la pared de Lincrusta

Lincrusta se fabricó originalmente en Sunbury-on-Thames, hasta que en 1918 la fabricación se trasladó a Darwen, Lancashire. La primera producción de Lincrusta en los Estados Unidos fue en 1883 en Stamford, Connecticut. También hubo fábricas construidas en 1880 en Pierrefitte, Francia, y en 1889 en Hannover, Alemania.

## Producción y características
Lincrusta está hecho de una pasta de aceite de linaza gelificado y harina de madera untada sobre una base de papel. Luego se enrolla entre rodillos de acero, uno de los cuales tiene un patrón grabado en relieve. El gel de linaza continúa secándose durante muchos años, por lo que la superficie se vuelve más dura con el tiempo.
Tanto las pinturas a base de aceite como a base de agua se pueden aplicar a Lincrusta, por lo que puede proporcionar una base para efectos desde lavados de color simples o veteados, salpicaduras y acristalamientos, hasta dorados más elaborados.
Lincrusta ahora se produce en Morecambe, Lancashire, utilizando métodos tradicionales. Heritage Wallcoverings Ltd adquirió los activos operativos de Lincrusta en julio de 2014.